# Неретва
43°28′37″ пн. ш. 17°48′54″ сх. д. / 43.47694° пн. ш. 17.81500° сх. д.
Неретва (сербохорв. Неретва, Neretva) — річка в Боснії і Герцеговині і Хорватії (басейн Адріатичного моря).

## Загальна інформація
Загальна довжина Неретви становить 225 км, з яких 203 км припадають на Герцеговину, а останні 22 км — на жупанію Дубровник-Неретва, що в Хорватії; площа басейну — 11 798 км².
Впадає в Неретванський канал (затока Адріатичного моря). 
Найбільші міста, розташовані на річці, — Коніц (Konjic), Ябланиця (Jablanica), Мостар (Mostar), Чапліна (Čapljina) в Герцеговині; Меткович (Metković) і Плоче (Ploče) — в Хорватії.
Найбільші притоки — праві: Ракитниця (Rakitnica), Рама (Rama), Требижат (Trebižat); ліві — Буна (Buna) і Брегава (Bregava).

## Географія протікання
Річка бере початок в горах Герцеговини неподалік від кордону з Чорногорією. У верхів'ї Неретва — річка з чистісінькою і дуже холодною водою, тече у вузькій і глибокій ущелині. У середній течії ущелина перетворюється на широку долину з родючим ґрунтом. Вище міста Ябланиця на Неретві розташовано велике водосховище, утворене греблею міської електростанції. На ділянці Ябланиця — Мостар на річці ще декілька гідроелектростанцій, які не створюють, однак, водосховищ на зразок Ябланицького. 
У нижній течії, на території Хорватії, річка утворює широку заплаву з безліччю рукавів. Земля в заплаві відрізняється винятковою родючістю і має велике сільськогосподарське значення.

## Каскад ГЕС
На річці розташовано ГЕС Ябланиця, ГЕС Грабовиця, ГЕС Салаковац, ГЕС Мостар.

## Цікавий факт
Мостар, п'яте за величиною місто Боснії і Герцеговини і найбільше місто на річці, отримало своє ім'я від знаменитого «Старого моста» над Неретвою. Старовинний символ міста був зруйнований в 1993 року в ході жорстоких міських боїв між військами боснійських хорватів і мусульман під час Боснійської війни. Міст був відновлений і урочисто відкритий 23 липня 2004 року.